# Liga Mundial de Waterpolo

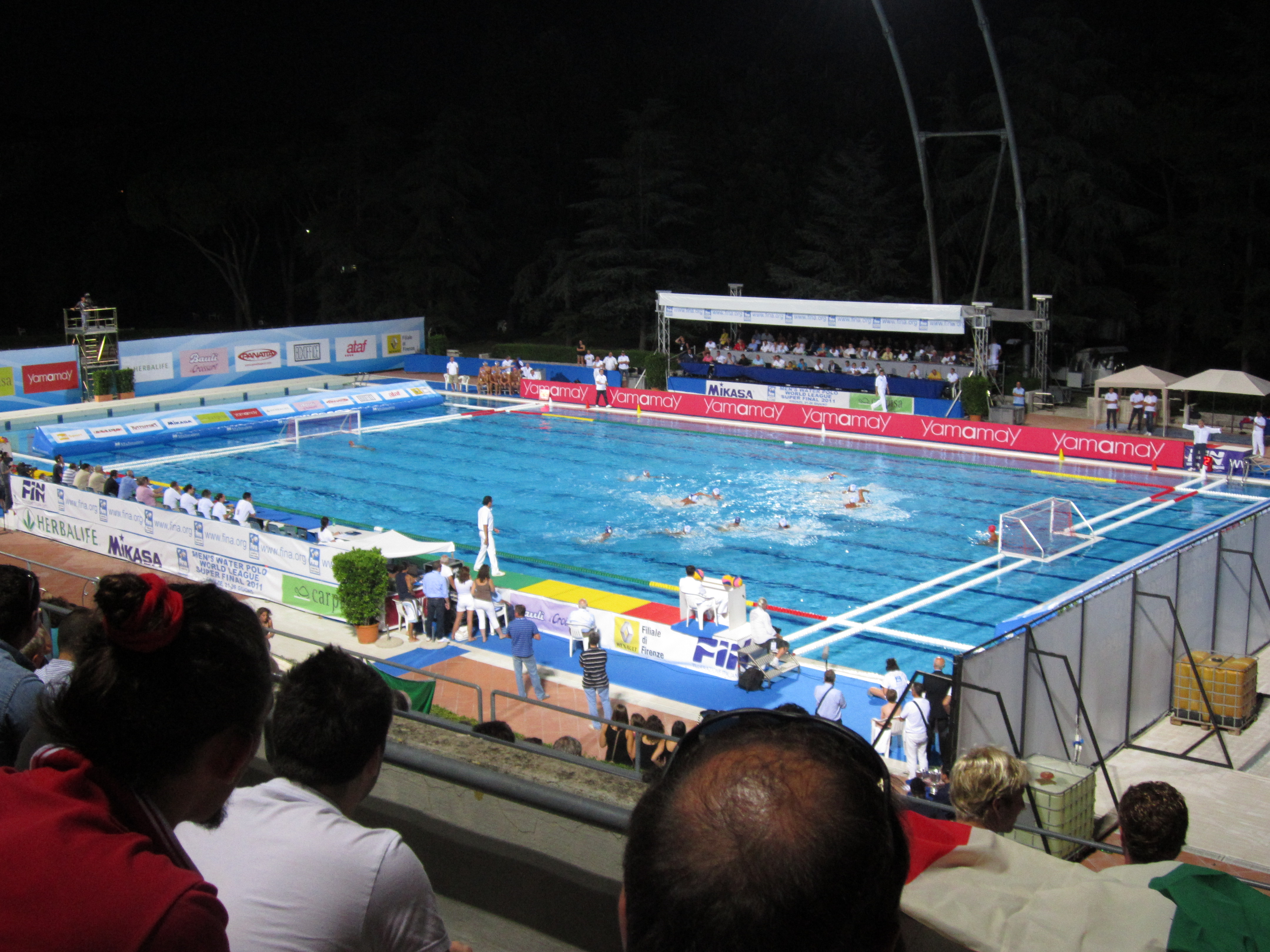
Final de la Liga Mundial Masculina de Waterpolo, junio 2011.

La Liga Mundial de waterpolo FINA (FINA Water Polo World League) es una competición moderna de nueva creación (2002), surgida con la intención de aumentar la participación internacional del waterpolo. Esta competición está organizada por la FINA.

## Formato
La liga se disputa en una primera fase de grupos que se enfrentan en partidos de una vuelta. Los equipos se distribuyen en los distintos grupos según criterios geográficos y de ranking. Los mejores equipos de cada grupo avanzan a la Súper Final, que se realiza en el mes de junio.

## Liga Mundial masculina
| Año  | Sede        | Oro                 | Plata               | Bronce         |
| ---- | ----------- | ------------------- | ------------------- | -------------- |
| 2022 | Estrasburgo | Italia              | Estados Unidos      | España         |
| 2020 | Tbilisi     | Montenegro          | Estados Unidos      | Grecia         |
| 2019 | Belgrado    | Serbia              | Croacia             | Australia      |
| 2018 | Budapest    | Montenegro          | Hungría             | España         |
| 2017 | Ruza        | Serbia              | Italia              | Croacia        |
| 2016 | Huizhou     | Serbia              | Estados Unidos      | Grecia         |
| 2015 | Bérgamo     | Serbia              | Croacia             | Brasil         |
| 2014 | Dubái       | Serbia              | Hungría             | Montenegro     |
| 2013 | Cheliábinsk | Serbia              | Hungría             | Montenegro     |
| 2012 | Almatý      | Croacia             | España              | Italia         |
| 2011 | Florencia   | Serbia              | Italia              | Croacia        |
| 2010 | Niš         | Serbia              | Montenegro          | Croacia        |
| 2009 | Podgorica   | Montenegro          | Croacia             | Serbia         |
| 2008 | Génova      | Serbia              | Estados Unidos      | Australia      |
| 2007 | Berlín      | Serbia              | Hungría             | Australia      |
| 2006 | Atenas      | Serbia y Montenegro | España              | Grecia         |
| 2005 | Belgrado    | Serbia y Montenegro | Hungría             | Alemania       |
| 2004 | Long Beach  | Hungría             | Serbia y Montenegro | Grecia         |
| 2003 | Nueva York  | Hungría             | Italia              | Estados Unidos |
| 2002 | Patras      | Rusia               | España              | Hungría        |

## Medallero masculino
| Núm. | País           | Oro | Plata | Bronce | Total |
| ---- | -------------- | --- | ----- | ------ | ----- |
| 1    | Serbia         | 12  | 1     | 1      | 14    |
| 2    | Montenegro     | 3   | 1     | 2      | 6     |
| 3    | Hungría        | 2   | 5     | 1      | 8     |
| 4    | Croacia        | 1   | 2     | 3      | 6     |
| 5    | Italia         | 1   | 3     | 1      | 5     |
| '6   | Rusia          | 1   | 0     | 0      | 1     |
| 6    | Estados Unidos | 0   | 4     | 1      | 5     |
| 6    | España         | 0   | 3     | 2      | 5     |
| 9    | Grecia         | 0   | 0     | 4      | 4     |
| 10   | Australia      | 0   | 0     | 2      | 2     |
| 11   | Brasil         | 0   | 0     | 1      | 1     |
| 11   | Alemania       | 0   | 0     | 1      | 1     |
|      | TOTAL          | 16  | 16    | 16     | 48    |

## Liga Mundial femenina
| Año  | Sede       | Oro            | Plata          | Bronce         |
| ---- | ---------- | -------------- | -------------- | -------------- |
| 2022 | Santa Cruz | España         | Hungría        | Estados Unidos |
| 2020 | Atenas     | Estados Unidos | Hungría        | Rusia          |
| 2019 | Budapest   | Estados Unidos | Italia         | Rusia          |
| 2018 | Kunshan    | Estados Unidos | Países Bajos   | Rusia          |
| 2017 | Shanghái   | Estados Unidos | Canadá         | Rusia          |
| 2016 | Shanghái   | Estados Unidos | España         | Australia      |
| 2015 | Shanghái   | Estados Unidos | Australia      | Países Bajos   |
| 2014 | Kunshan    | Estados Unidos | Italia         | Australia      |
| 2013 | Pekín      | China          | Rusia          | Estados Unidos |
| 2012 | Changshu   | Estados Unidos | Australia      | Grecia         |
| 2011 | Tianjin    | Estados Unidos | Italia         | Australia      |
| 2010 | La Jolla   | Estados Unidos | Australia      | Grecia         |
| 2009 | Kirishi    | Estados Unidos | Canadá         | Australia      |
| 2008 | Santa Cruz | Rusia          | Estados Unidos | Australia      |
| 2007 | Montreal   | Estados Unidos | Australia      | Grecia         |
| 2006 | Atenas     | Estados Unidos | Italia         | Rusia          |
| 2005 | Kirishi    | Grecia         | Rusia          | Australia      |
| 2004 | Long Beach | Estados Unidos | Hungría        | Italia         |

## Medallero femenino
| Núm. | País           | Oro | Plata | Bronce | Total |
| ---- | -------------- | --- | ----- | ------ | ----- |
| 1    | Estados Unidos | 14  | 1     | 2      | 17    |
| 2    | Rusia          | 1   | 2     | 5      | 8     |
| 3    | España         | 1   | 1     | 0      | 2     |
| 4    | Grecia         | 1   | 0     | 3      | 4     |
| 5    | China          | 1   | 0     | 0      | 1     |
| 6    | Australia      | 0   | 4     | 6      | 10    |
| 7    | Italia         | 0   | 4     | 1      | 5     |
| 8    | Hungría        | 0   | 3     | 0      | 3     |
| 9    | Canadá         | 0   | 2     | 0      | 2     |
| 10   | Países Bajos   | 0   | 1     | 1      | 2     |